# Codi
|  | Per a altres significats, vegeu «Codi (desambiguació)». |

SOS en codi Morse, el codi usat per a demanar ajuda

En comunicació, un codi és una norma per convertir un element d'informació (per exemple una lletra, paraula o frase) a una altra forma de representació, no necessàriament del mateix tipus.
El procés de codificació, permet convertir la informació origen en unes dades codificades, que s'emmagatzemen o s'envien a un receptor. El procés invers és el de descodificació, on es converteixen aquests codis en informació interpretable per al destinatari. Un codec (de codificació/descodificació) és la implementació d'aquesta norma (o algorisme) per codificar i descodificar, que pot incloure també un procés de compressió de dades.
Un codi pot incloure mecanismes per ocultar la informació que conté, de manera que només els destinataris que sàpiguen com descodificar-lo seran capaços de reconstruir la informació original. Per exemple, usant eines de criptografia.

## Etimologia
La paraula "codi", usada en català almenys des del segle XIII, prové del llatí 'codex' en el sentit de "classificació sistemàtica de la llei estatutària", generalment entès com a "sistema", i d'aquí el seu ús en comunicació. Al seu torn, 'codex' prové de la forma anterior 'caudex', amb el significat més restringit de "llibre", que llavors eren fets per tauletes de fusta cobertes de cera per escriure, i que literalment significava "tronc d'arbre" o "soca", que probablement també és a l’origen de la paraula "cua".
El significat contemporani com a "xifratge, sistema de senyals i regles que regeixen el seu ús" s'inicia el 1808. El sentit de "clau codificada" usat en telegrafia és del 1879. En el sentit de "sistema d'expressió d'informació i instruccions en una forma utilitzable per un ordinador", del 1946.

## Exemples
- El codi Morse, que permet codificar un text en un grup de pulsacions curtes i llargues, pensades inicialment per ser enviades a través del telègraf, on el receptor les descodifica obtenint-ne el text original.
- La televisió, on un senyal visual es codifica en una sèrie de senyals analògics o digitals que es poden emmagatzemar, transmetre i posteriorment descodificar per ser vistos en una televisió.
- El format MP3, on un senyal d'àudio es pot codificar i comprimir per emmagatzemar i reproduir posteriorment.
- Les llengües, que permeten que una persona pugui expressar-se i la resta de les persones que entenen aquella llengua, són capaces de descodificar els seus sons i/o gestos en informació.
- Els alfabets, que permeten plasmar per escrit l'expressió oral o gestual d'una llengua.
- Els codis de barres, en els que un conjunt de barres de diferents gruixos  formen un rectangle que tradueix, d’una manera susceptible d’ésser llegida per un lector de raigs làser, el codi numèric de tretze xifres —imprès sota les barres— que identifica cada article comercial d’una manera inequívoca.[3]

1. ↑  «Etimologia : codice;». [Consulta: 18 maig 2025].
2. 1 2  «Code - Etymology, Origin & Meaning» (en anglès americà). [Consulta: 18 maig 2025].
3. ↑  «codi1 | diccionari.cat». [Consulta: 18 maig 2025].